# Christopher Tellefsen
Christopher Tellefsen (settembre 1957) è un montatore statunitense.
Nel 2012 è stato candidato all'Oscar per il film L'arte di vincere.

## Filmografia
- Il colore dei soldi (The Color of Money), regia di Martin Scorsese (1986) - aiuto-montatore
- Demonio amore mio (My Demon Lover), regia di Charlie Loventhal (1987) - aiuto-montatore
- Metropolitan, regia di Whit Stillman (1990)
- Due vite in pericolo (Jumpin' at the Boneyard), regia di Jeff Stanzler (1991)
- Tallinn pimeduses, regia di Ilkka Järvi-Laturi (1993)
- Barcelona, regia di Whit Stillman (1994)
- Smoke, regia di Wayne Wang (1995) - montatore aggiuntivo
- Blue in the Face, regia di Paul Auster e Wayne Wang (1995)
- Kids, regia di Larry Clark (1995)
- Larry Flynt - Oltre lo scandalo (The People vs. Larry Flynt), regia di Miloš Forman (1996)
- Amori e disastri (Flirting with Disaster), regia di David O. Russell (1996)
- Gummo, regia di Harmony Korine (1997)
- Chinese Box, regia di Wayne Wang (1997)
- The Legionary - Fuga all'inferno (Legionnaire), regia di Peter MacDonald (1998)
- Man on the Moon, regia di Miloš Forman (1999)
- Terapia e pallottole (Analyze This), regia di Harold Ramis (1999)
- Birthday Girl, regia di Jez Butterworth (2001)
- Ipotesi di reato (Changing Lanes), regia di Roger Michell (2002)
- The Village, regia di M. Night Shyamalan (2003)
- La macchia umana (The Human Stain), regia di Robert Benton (2003)
- Truman Capote - A sangue freddo (Capote), regia di Bennett Miller (2005)
- Guida per riconoscere i tuoi santi (A Guide to Recognizing Your Saints), regia di Dito Montiel (2006)
- Perfect Stranger, regia di James Foley (2007)
- The Yellow Handkerchief, regia di Udayan Prasad (2008)
- The Rebound - Ricomincio dall'amore, regia di Bart Freundlich (2009)
- Fair Game - Caccia alla spia (Fair Game), regia di Doug Liman (2010)
- L'arte di vincere (Moneyball), regia di Bennett Miller (2011)
- Lambert & Stamp, regia di James D. Cooper (2014) - documentario
- Chi è senza colpa (The Drop), regia di Michaël R. Roskam (2014)
- True Story, regia di Rupert Goold (2015)
- Joy, regia di David O. Russell (2015)
- Assassin's Creed, regia di Justin Kurzel (2016)
- A Quiet Place - Un posto tranquillo (A Quiet Place), regia di John Krasinski (2018)
- Light of My Life, regia di Casey Affleck (2019)
- Le regine del crimine (The Kitchen), regia di Andrea Berloff (2019)
- I molti santi del New Jersey (The Many Saints of Newark), regia di Alan Taylor (2021)
- The Menu, regia di Mark Mylod (2022)

## Videografia
- 1987 - Bad di Michael Jackson - aiuto-montatore

## Riconoscimenti
- Premio Oscar[1]
  - 2012 - Candidato al miglior montaggio per L'arte di vincere
- Eddie Award
  - 2000 - Candidatura al miglior montatore in un film commedia o musicale per Man on the Moon
  - 2000 - Candidatura al miglior montatore in un film commedia o musicale per Terapia e pallottole
  - 2012 - Candidatura al miglior montatore in un film drammatico per L'arte di vincere
  - 2016 - Candidatura al miglior montatore in un film commedia o musicale per Joy